# Korrektur
Eine Korrektur (von lateinisch correctura – „das zu Berichtigende“ – von corrigere – „gerade richten, berichtigen“) ist allgemein eine nachträgliche Veränderung eines Objekts, die nur einen vergleichsweise kleinen Teil betrifft und als verbessernde Maßnahme dient.

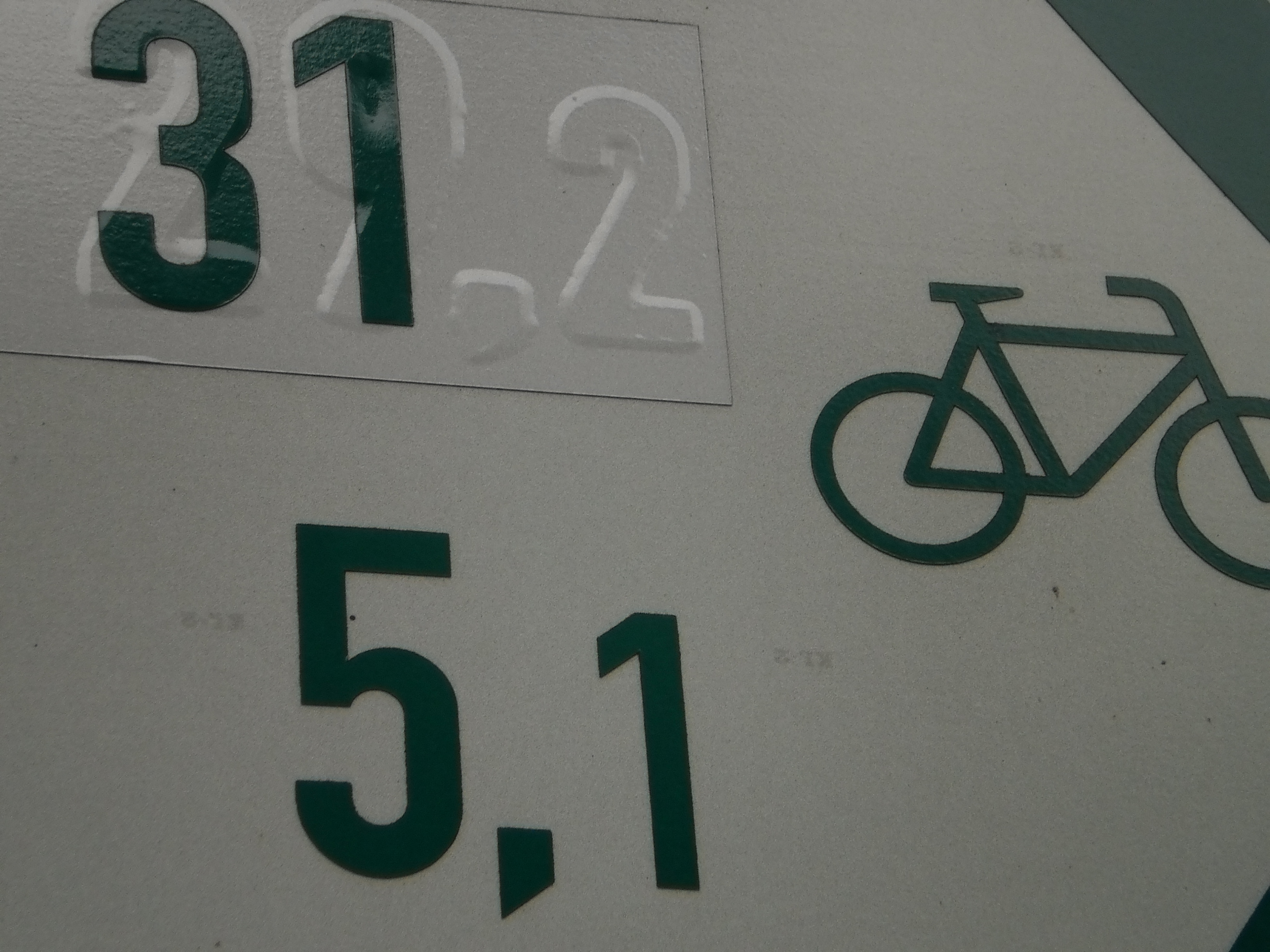
Nachträgliche Anpassung der Entfernungsangaben mittels Überklebung der falschen Zahlen

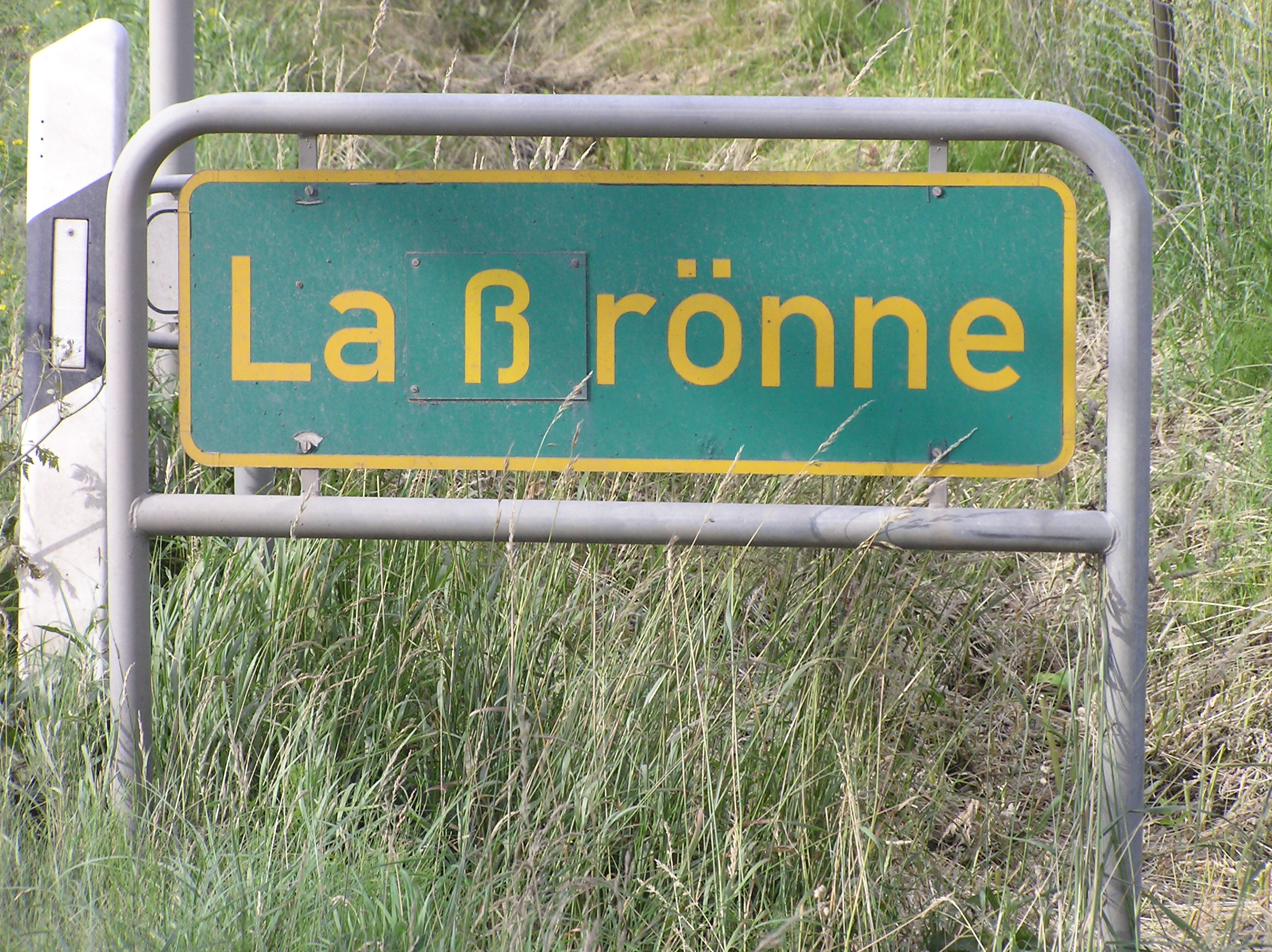
Ortsschild: Korrektur „ss“ in „ß“ durch Aufnieten

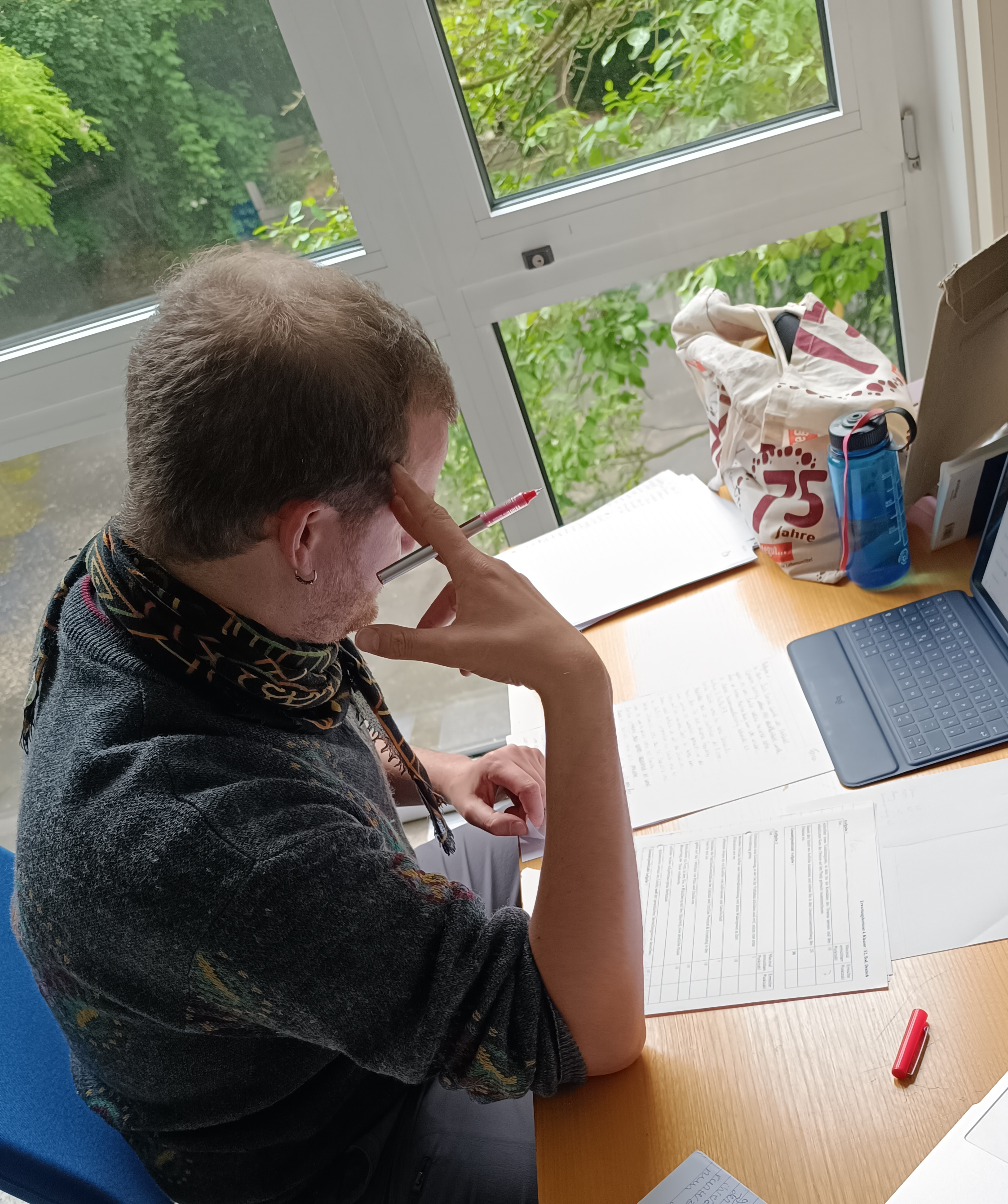
Lehrer korrigiert

Bei der Korrektur von Texten kann man unterscheiden zwischen inhaltlichen Änderungen (Redigieren, siehe Redaktion) und formalen Änderungen (Korrektorat, siehe Korrekturlesen bzw. Korrektor). Korrekturen von Fehlern in Texten durch einen Herausgeber werden als Emendation bezeichnet. Die Gesamtheit der vorzunehmenden oder vorgenommenen Korrekturen bei Druckwerken nennt man Corrigenda oder Errata.
Die Korrektur von Bildern wird allgemein als Bildbearbeitung und bei einfacher Nachbesserung als Retusche bezeichnet.
Eine Selbstkorrektur als sprachliches Mittel ist die Correctio.
Als Korrektur wird auch die Bewertung von wissenschaftlichen Arbeiten, Klausuren oder schulischen Leistungsnachweisen bezeichnet, siehe Klausurenkorrektur.
Korrektur wird auch im übertragenen Sinne benutzt, zum Beispiel bei Veränderungen am menschlichen Körper wie das Lifting in der Plastischen Chirurgie.
An den Finanzmärkten werden kurze Kurseinbrüche als Korrektur bezeichnet.
Ein Korrektiv ist eine Änderung (z. B. Zuschlag/Abschlag in einer Rechnung), um etwas zum Besseren zu korrigieren. Beispiele hierfür sind medizinische und politische Maßnahmen.
Als Korrektur oder Korrektion bezeichnet man die Optimierung eines optischen Systems, z. B. eines Objektivs, um dessen Abbildungsfehler zu reduzieren.